# Средняя Терса
Средняя Терса (укр. Середня Терса) — река на Украине, протекает в Вольнянском районе Запорожской области и Синельниковском районе Днепропетровской области. Построено несколько прудов. Летом река очень мелеет. Используется для сращивания. Долина трапециевидная, шириной 1,5—2 км. Русло умеренно извилистое, в нижнем течении встречаются меандры. Берёт начало у села Трудолюбовка (Вольнянский район) и течёт на северо-запад, затем на север и, окончательно сформировавшись, берёт направление на северо-восток, где впадает в реку Малая Терса у села Писаревка (Днепропетровская область).

## История
В местных легендах говорится о казаке Максиме Терсе, который впервые решился поселиться на берегах небольшой реки, очень сильно разливавшейся весной, именно по фамилии казака якобы и назвали реку. Но с научной точки зрения это объяснение названия вызывает сомнения. Украинский языковед Евгений Отин выводит название реки с тюркского прилагательного *ters, teris «неправильная», а именно за большой тупой угол, под которым она впадает в реку Волчью. Дословно: «Та, что неправильно течёт». Другие считают, что название происходит от тюрк. ters «противоположная, обратная». Как указывает исследователь, такое название она получила потому, что первая на пути из Крыма, в отличие от других рек, течёт на север, то есть в обратном направлении.

## Притоки Средней Терсы

### Правые
- Граковая
- Тенетовка
- Киршивая
- Писаревская балка

### Левые
- Терсянка
- Глудоватая балка
- Первая балка